# バイオアッセイ
バイオアッセイ（Bioassay）とは、生物材料を用いて生物学的な応答を分析するための方法のことである。単語はバイオ（生物）とアッセイ（分析、評価）を組み合わせて作られた。日本語では生物検定や生物学的（毒性）試験と訳す。バイオアッセイには、生体に対する影響を調べることに重点が置かれるマクロバイオアッセイと化学物質の濃度定量に資するマイクロバイオアッセイがある。

## 概要
生物材料を用いた試験は古くから行われてきた。しかし、近年では環境問題への意識の高まりから環境レベルでの生物に対する影響も調べる必要が出てきた。
そのため、バイオアッセイでは生物の個体から細胞小器官レベル、さらにはタンパク質まで広い範囲の生物材料を扱っている。これにより、従来の方法より総合的に影響を調べることが出来る、生物に対する影響を直接調べることが出来るといったメリットがある。
我々の身の回りには数万種の化学物質が存在するが、毒性などの詳細なデータがわかっているものは少数である。さらに新しい化学物質も日々発見されている。かつては化学物質を1種類ずつ調べるのが主な方法であったが、これではコストや労力の負担が大きく調べる量にも限界がある。そこで近年では化学物質の影響を総合的な視点から調べる手法としてバイオアッセイが期待されている。

## 目的
バイオアッセイを用いる目的には、以下のようなものがある。
- 生物の身体に対する異常（催奇性など）を分析するため
- ある物質が生物に対して何らかの効果を発揮する濃度を求めるため
- 環境的バイオアッセイは、毒性を幅広い視点から調査し毒性評価によって毒性物質を決定する

## 主な使用例
- 新しく作られた化学物質、もしくは作用が判明していない化学物質の影響を調べる
- 薬物における毒性（いわゆる副作用）を調べる
- 既知の化学物質の濃度を調べる
- 特定の場所（排水など）に存在する化学物質の濃度を調べる

## 食品分析学におけるマイクロバイオアッセイ
バイオアッセイは上記の目的で用いられるが、食品分析学においてはビタミン類など機器分析での定量が困難な微量成分の定量に用いられ、ビタミンの種類によっては食品衛生検査指針等で公定法に指定されている。
概要
- 分析対象成分を含まない基礎培地に数段階の既知濃度の標準物質(分析対象成分)を添加する。
- 標準液に菌を接種して培養すると、成分の濃度（量）により菌の発育度(菌量)に差が出る。
- 菌量の相違によって生じた濁度の差を測定し、得られた結果より培養曲線を作成、検量線とする。
- 上記の操作と並行して、菌の発育が検量線の範囲内に来るよう、適切な濃度に希釈した試料液を標準液と同様に操作し濁度を測定、検量線より試料中の濃度を求める。